# Dehaasia kerrii
Dehaasia kerrii är en lagerväxtart som beskrevs av Kostermans. Dehaasia kerrii ingår i släktet Dehaasia och familjen lagerväxter. Inga underarter finns listade i Catalogue of Life.